# Безбородько Клеопатра Іллівна
Княгиня Клеопатра Іллівна Безбородько, в шлюбі Лобанова-Ростовська (нар. 16 грудня 1791 — пом. 20 грудня 1840) — фрейліна двору (1809), друга спадкоємиця величезного статку братів Безбородьків, дружина Олександра Яковича Лобанова-Ростовського. 

## Життєпис
Молодша донька малоросійського дворянина, графа Іллі Андрійовича (1756—1815) від шлюбу з Ганною Іванівною Ширай (1766—1824). Виросла у Санкт-Петербурзі в розкішному батьківському домі на Поштамтській вулиці. У 1799 р. разом із старшою сестрою успадкувала багатства дядька князя Олександра Безбородька. Починаючи з 1809 стала виїжджати у світ й була пожалувана у фрейліни.

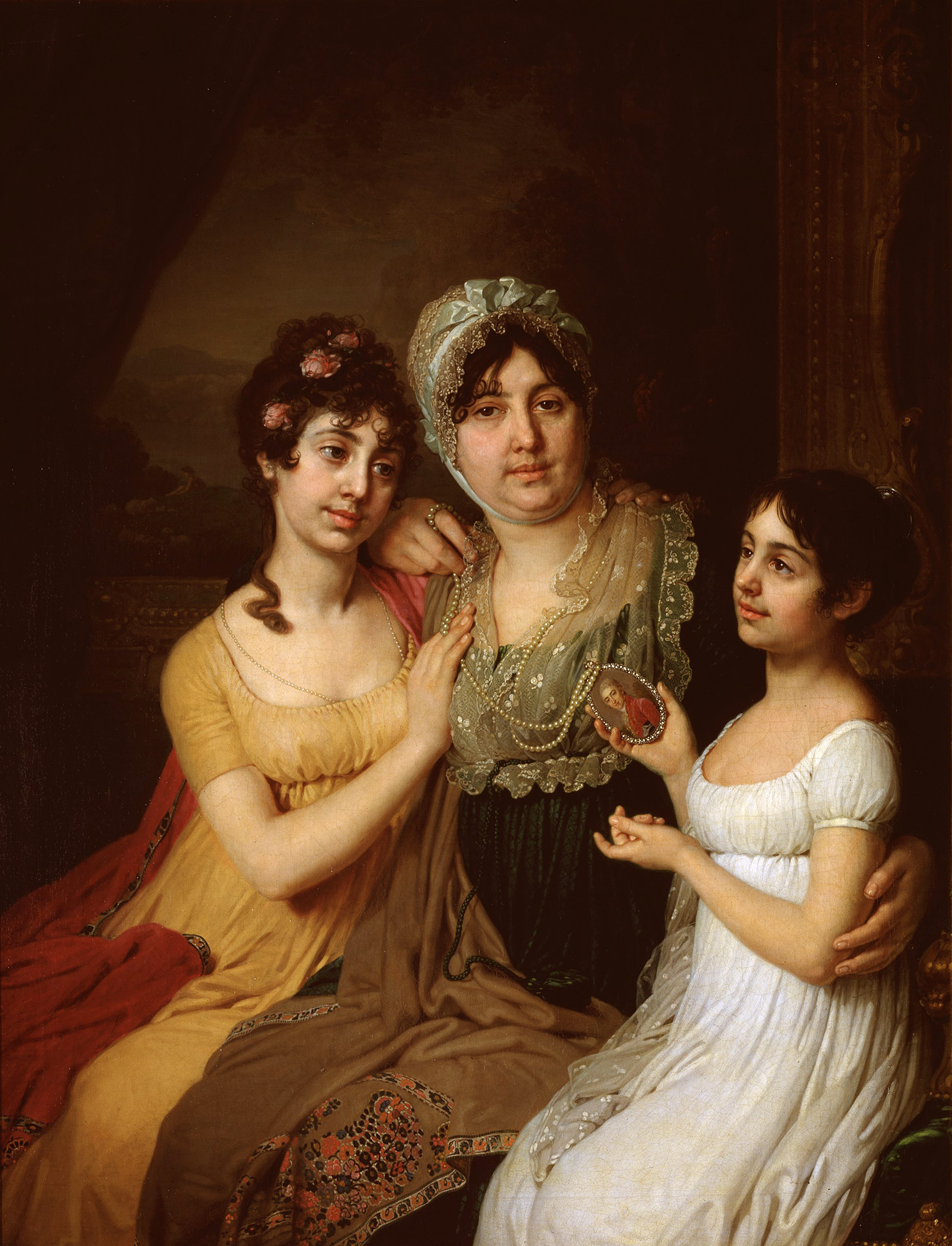
З матір'ю і сестрою на портреті В. Л. Боровиковського

Графиню Безбородько вважали не такою красунею, як її старшу сестру; вона була досить смаглявою, але мала стрункий стан і була сміливою наїзницею. Характером частково була схожа на батька, великого оригінала, трохи грубої, але доброї людини. Вважалася найбагатшою нареченою Російської імперії і тому до неї сваталося багато женихів.
Серед них були граф Олександр Апраксин, князь Голіцин і хоробрий артилерійський офіцер В. Г. Костенецький, який був особливо наполегливим. Одного разу, незважаючи на те, що йому було відмовлено навіть відвідувати будинок, приїхав у дім графа Безбородька, відштовхнув швейцара, увійшов і порозумівся з Клеопатрою Іллівною. Отримавши від неї відмову, він хотів насильно її відвезти, запевняючи, що дуже в неї закоханий. Князь Г. С. Волконський мріяв одружити з графинею Безбородько свого сина, князя Микиту Григоровича.
Нарешті до неї посватався князь Олександр Якович Лобанов-Ростовський (1788—1866) і отримав згоду графа Безбородька за посередництвом свого батька малоросійського генерал-губернатора. В листопаді 1811 року відбулося весілля. Шлюб спочатку здавався дуже щасливим, подружжя жило відкрито і пишно у власному будинку на Адміралтейському проспекті. Але згодом вони посварилися і розлучилися зовсім. Причиною розриву стала пристрасть князя Лобанова-Ростовського до колекціонування і гри в карти. Одного разу в Києві він програв багато грошей і отриманий ним у посаг за Клеопатрою Безбородько Подільський маєток. Клеопатра не пробачила чоловікові його марнотратства, і вони роз'їхалися без формального розлучення. Їх єдина дочка Ганна (27.06.1813—15.11.1813) померла в дитинстві і похована на Лазаревському кладовищі Олександро-Невської лаври.

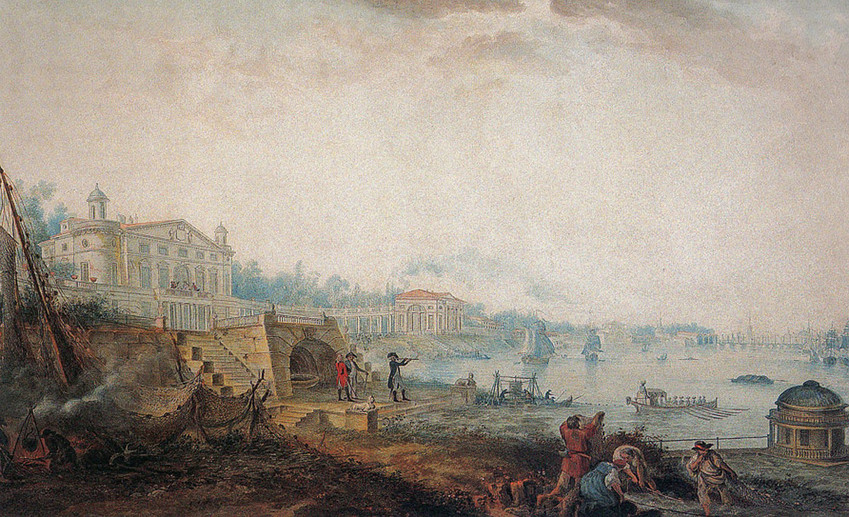
Дача княгині у Полюстрово (1800)

Всю свою турботу Безбородько перенесла на двох племінників, Олександра і Григорія, відданих їй адміралом Г. Г. Кушелєвим після смерті дружини. За відгуками сучасників, вона була «відмінна душа і серцем прекрасна», готова поділитися з бідними останнім. Була обрана почесною членкинею Жіночого Патріотичного суспільства (1817) і попечителькою Василівської приватної школи (1820). При всій своїй доброті вела дуже марнотратне життя і наприкінці 1820-х завела себе у великі борги. Справи її дійшли до такого стану, що для його вирішення була заснована особлива Комісія. К. Я. Булгаков писав братові в лютому 1827 року:

Княгиня Лобанова, уроджена Безбородько, оголосила себе неспроможною на вісім мільйонів і всі свої маєтки залишила кредиторам, і село, і будинок. Їй до 500 тисяч доходу. Бідні кредитори! Втратять, звичайно, не так-то багато, але замучаться, поки розпродають 8 або 9 тисяч душ, і будинок.

До кінця життя княгиня зійшла зі світської сцени і проживала в заміському маєтку Полюстрово. За словами барона Модеста Корфа, «вона вела безпутне і навіть розпусне життя, маючи всі смаки чоловіка і нічого жіночного, жила між собаками, мисливськими приладами і була міцно віддана пияцтву». За кілька днів до смерті вона встигла помиритися з чоловіком, який повернувся із-за кордону, тому запрошення на похорон розсилалися від його імені. 
Померла від водянки 20 грудня 1840 року. Після відспівування архієпископом Венедиктом в Смольному соборі була похована на Лазаревському цвинтарі Олександро-Невської лаври.